# BBC Three
BBC Three, ersättaren för BBC Choice, var en tv-kanal från BBC som sänds digitalt via kabel, marknät och satellit i Storbritannien. Sändningarna var även tillgängliga via satellit i Sverige.
Kanalen lanserades den 9 februari 2003, elva månader efter att BBC Four startat. Kanalen sändes mellan 19.00 och 04.00 och delar bandbredd i det digitala marknätet med CBBC Channel. Kanalidentiteterna innehåller flera olika orangea figurer (kallade the blobs) som skapats av Aardman Animations. Efter att CBBC lanserats som en egen kanal har flera Public service-bolag, däribland SVT med Barnkanalen / SVTB, valt att lansera egna barnkanaler.
BBC Three var marksänd i Storbritannien men kan även ses via satellit, kabel-tv samt via iPlayer på www.bbc.co.uk. Kanalen distribueras även på kabel-tv i Nederländerna och Irland. BBC Two sänds, förutom i det brittiska marknätet (Freeview) även via satelliten Astra 2D vars beam är riktad specifikt mot de brittiska öarna.
BBC:s inhemska public service-kanaler, BBC One, BBC Two, BBC Three, BBC Four, BBC News, CBBC, CBeebies, BBC Parlament och den inhemska versionen av BBC HD är officiellt inte tillgängliga i Sverige. Trots detta är det på flera platser i Sverige möjligt att ta emot de digitala sändningarna från satelliten Astra 2D om man har en tillräckligt stor parabolantenn. Programkort eller abonnemang krävs inte då sändningarna är okodade. I Stockholmsområdet räcker det med en 120 cm stor parabol för att kunna ta emot sändningarna. På andra håll i landet krävs som regel en betydligt större parabolantenn.